# Jerome Segal
Jerome M. Segal (ur. 1943) – amerykański filozof i działacz ruchu pokojowego Żydów, założyciel i prezes Żydowskiego Lobby Pokoju.

## Edukacja i kariera naukowa
Otrzymał tytuł doktora filozofii Uniwersytetu Michigan. Przez kilka lat wykładał na Wydziale Filozofii Uniwersytetu Pensylwanii. Później otrzymał stopień magisterski z administracji publicznej na uczelni Humphrey School of Public Affairs Uniwersytetu Minnesoty. Został starszym badaczem w Centrum Studiów Strategicznych i Międzynarodowych oraz zwykłym badaczem w Instytucie Filozofii i Polityki Publicznej Uniwersytetu Marylandu.

## Działalność w ruchu pokojowym Żydów
Od 1982 roku działał w amerykańskim ruchu pokojowym Żydów próbującym doprowadzić do zakończenia konfliktu izraelsko-palestyńskiego. Jego eseje ukazywały się w gazetach palestyńskich i amerykańskich. Wiosną 1987 roku był częścią pierwszej amerykańskiej delegacji żydowskiej, która spotkała się z kierownictwem Organizacji Wyzwolenia Palestyny (OWP) w Tunisie. W 1988 roku brał udział w wydarzeniach poprzedzających otwarcie dialogu Stanów Zjednoczonych z OWP w grudniu 1988. W 1989 roku założył Żydowskie Lobby Pokoju, które urosło do rozmiarów organizacji liczącej około 4500 osób, w tym około 400 rabinów.

## Działalność polityczna
W latach 1975–1979 był doradcą kongresmana Donalda M. Frasera z Partii Demokratycznej, najpierw w ONZ, a następnie w Waszyngtonie. Na tym stanowisku był administratorem Zespołu Zadaniowego Komisji Budżetu ds. Dystrybucyjnych Wpływów Polityki Gospodarczej. Od 1979 r. pracował w amerykańskiej Agencji Rozwoju Międzynarodowego, najpierw jako Koordynator ds. Bliskiego Wschodu, a następnie jako Starszy Doradca ds. Planowania.
W 2018 roku bezskuteczne ubiegał się o urząd senatora reprezentującego Maryland. Po tych wydarzeniach założył własną Partię Chleba i Róż. Z jej ramienia ubiegał się o urząd prezydenta w wyborach prezydenckich w Stanach Zjednoczonych w 2020 roku. W 2021 roku jego partia została rozwiązana. W 2022 roku wziął udział w prawyborach Partii Demokratycznej przed wyborami na gubernatora Marylandu. Zajął 9. miejsce, zdobywając 0,67% głosów.
25 lipca 2022 roku ogłosił chęć ubiegania się o nominację Partii Demokratycznej w wyborach prezydenckich w 2024 roku. Jego decyzja miała być umotywowana rozczarowaniem wypowiedzią urzędującego prezydenta, należącego do tej partii, Joego Bidena, o tym, że bliski wschód nie dojrzał do wznowienia rozmów pokojowych między Izraelem, a Palestyną. Skrytykował też spotkanie prezydenta z księciem Arabii Saudyjskiej Muhammadem ibn Salmanem, nazywając je przybiciem żółwika z psychopatycznym mordercą. W sierpniu tego samego roku wezwał prezydenta do uznania państwa palestyńskiego. Oprócz tego wyraził chęć skoncentrowania swojej kampanii na zapewnieniu obywatelom pewności zatrudnienia.